# Iglesia de la Asunción de Nuestra Señora (Robledo de Chavela)
La iglesia de la Asunción de Nuestra Señora, en Robledo de Chavela, es una impresionante muestra de la arquitectura gótica española en la Comunidad de Madrid. Construida entre los XV y XVI, de gran tamaño, es una clara muestra de lo que era una iglesia-fortaleza de la época, principalmente en el ábside debido a la presencia de cubos medio almenados. Desde un punto de vista arquitectónico, en su exterior destacan los poderosos contrafuertes y, en su interior, el techado en bóvedas de crucería.
Erigida en el punto más alto del centro urbano, en la plaza de la Iglesia, al final de la calle de Santa María, es el mayor tesoro patrimonial de Robledo de Chavela.
Destaca en ella su retablo Mayor, de estilo hispano-flamenco, de finales del siglo XV, y que es el de mayor valor en la Comunidad de Madrid.
El 23 de septiembre de 1982, fue incoado un expediente para su declaración como Bien de Interés Cultural.

## Exterior del templo
Se cree que la iglesia fue levantada sobre los restos de un templo románico anterior. Esto puede deducirse al observar sus muros robustos, en los que pueden apreciarse áreas de mampostería (es decir, fábrica de piedra sin labrar que se apareja de forma irregular) alternando con otras zonas edificadas sobre sillería de granito (grandes piedras labradas rectangulares que se disponen de forma ordenada, en cremallera). 

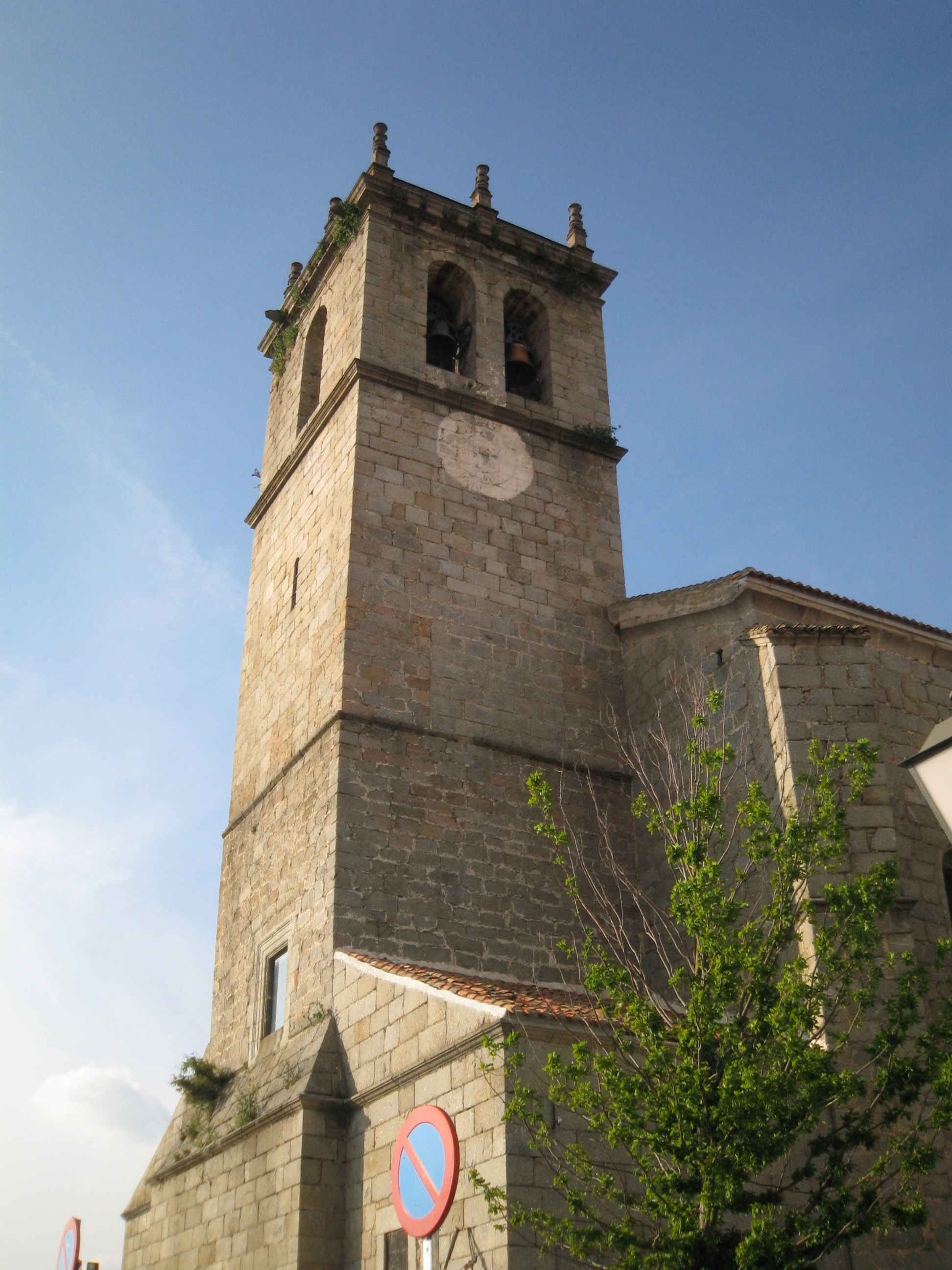
Torre

La parte que denota más su aspecto de fortaleza es la zona del ábside. Esta es la parte más antigua y podría formar parte de un torreón primitivo, de base pentagonal y contrafuertes en las esquinas, que se encontraban separados entre sí por arcos rebajados, apoyados sobre ménsulas. 
En el lado derecho se encuentra situada la sacristía y la puerta actual de acceso al interior del templo, muy sencilla, formada con arquivoltas apuntadas.
La iglesia consta de dos portadas de un estilo gótico severo con sencillos arcos de ojiva apuntados.
La puerta principal es posterior a la edificación y se remata con el escudo del donante y una inscripción que dice:

Costeó la obra Don Diego García Medrano, obispo de Segovia, natural de esta villa. Dio este cancel y puertas año de 1752.

Desconocido el nombre del arquitecto, se le relaciona, sin embargo, con la producción de Gil de Hontañón, especialmente en la resolución de las bóvedas.

### La torre
A los pies de la iglesia se encuentra la torre, con planta cuadrada, de más de 30 metros de altura, formada por cuatro cuerpos separados por líneas de imposta muy acentuadas: el primer cuerpo, de gran tamaño, realizado en buena sillería, a modo de zócalo; el segundo, con la piedra peor trabajada y con un vano de estilo renacentista; el tercero, con un nuevo cambio en la sillería; y el cuarto (el que contiene el campanario), con dos ventanas en tres de sus lados y una ventana en el cuarto.
La torre se encuentra rematada con una balaustrada con ocho flameros o jarrones sobre unos pedestales que, según la tradición, serían ocho soldados vigilando, y de ahí (esa es una de las teorías sobre la etimología del municipio), derivaría el sobrenombre del pueblo: de ocho en vela se pasó a Chavela.
En lo alto puede observarse una sencilla ventana renacentista, la huella de un antiguo reloj, y un bello campanario.
Como anécdota, puede señalarse que el anidamiento hace años de una lechuza en el campanario dio lugar a una curiosa leyenda (V. Leyendas de la Sierra de Guadarrama).

## Interior

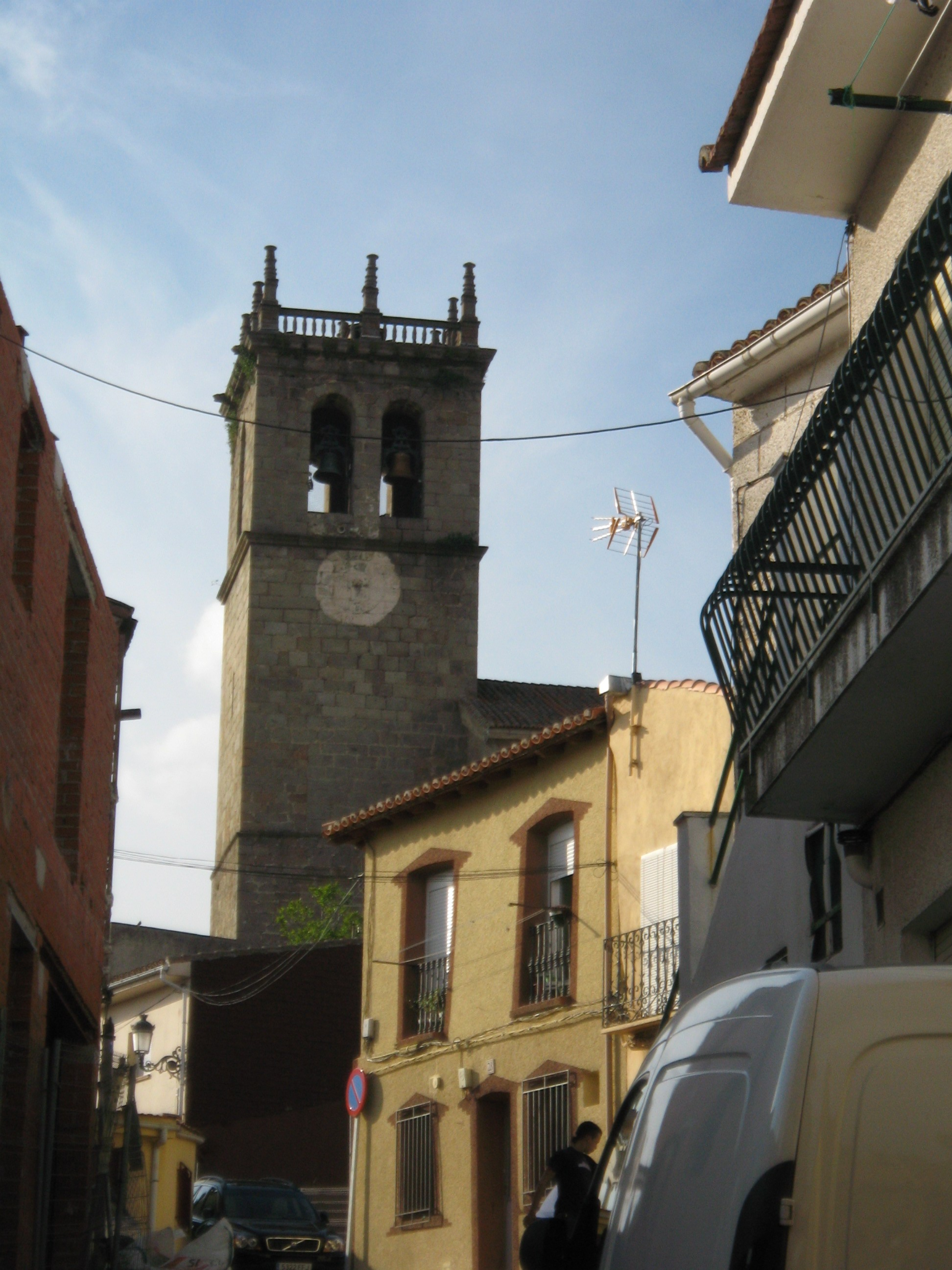
La torre de la iglesia, desde una de las típicas calles del pueblo

El conjunto consta de una planta basilical en una única nave con presbiterio situado en alto.
Igualmente, posee una capilla mayor poligonal, una capilla menor lateral (en el lado izquierdo) y una sacristía con bóveda vaída (en el lado derecho).

### La nave central
La nave mide casi 40 metros de longitud y su anchura y altura alcanzan los 15 metros. Está compuesta de cuatro tramos, siendo el situado delante del presbiterio el más grande, a modo de crucero. Los cuatro tramos están cubiertos con bóvedas de crucería, con terceletes sobre columnas góticas adosadas a los muros y capiteles de motivos vegetales. Sin el esbiterio está cubierto con una bóveda estrellada en forma de abanico. El espinazo o nervio de la bóveda estrellada, que une las claves de los arcos que la sustentan, no se encuentra recto, lo que explicaría el uso de contrafuertes en el exterior. Hay que destacar el inesperado descubrimiento de pinturas de dragones siglo XV ocultas en una de sus bóvedas, algo inaudito en el arte sacro
En el otro lado, a los pies, se sitúa el coro en alto, en madera policromada sobre columnas toscanas, protegido mediante una bella balaustrada. Bajo éste puede obsevarse la pila bautismal gallonada del siglo XVI.
En los muros se encuentran las estaciones del calvario.
A los pies del presbiterio existe una imagen de Cristo Nazareno y, al otro lado, una imagen de la Asunción de la Virgen, que es la que da nombre a la iglesia.
La única zona elevada de la iglesia es el presbiterio, y en ella se encuentra la más importante joya de la arquitectura gótica de la Comunidad de Madrid: el Retablo Mayor, en madera dorada y policromada.

### La capilla de la Soledad
En el lado izquierdo, puede observarse una pequeña capilla, la de la Soledad, de planta cuadrada y cubierta con bóveda de terceletes, a la que se accede a través de un arco apuntado sobre columnas góticas.
Contiene un interesante retablo barroco, de finales del siglo XVII, con banco, un cuerpo dividido en tres calles y sustentado por columnas salomónicas de orden compuesto y ático.
La capilla alberga imágenes modernas, como la talla del Cristo de la Agonía, patrón del pueblo y en cuyo honor se celebran las fiestas patronales, y, ocupando en el retablo una posición destacada, una imagen de Nuestra Señora de los Dolores. Ambas imágenes son sacadas en procesión por los robledanos en Semana Santa.
En los laterales pueden observarse sendas pinturas barrocas del siglo XVII.
La joya de dicha capilla es una espléndida talla de San Juan Bautista, que, en una vitrina,  en la parte inferior del retablo, nos muestra una impresionante cabeza degollada del santo sobre una bandeja. Esta talla ha sido atribuida a Juan Martínez Montañés o a Alonso Berruguete.

### El retablo mayor
Tras el altar, situado en la capilla mayor, podemos observar este magnífico retablo, de estilo hispano-flamenco, del siglo XV, considerado una joya de la arquitectura gótica de la Comunidad de Madrid.
El retablo ha sido atribuido al Maestro de Robledo de Chavela (algunas de cuyas obras pueden verse en el Museo del Prado)[cita requerida], que algunos especialistas piensan que pudo ser Antonio del Rincón, pintor de cámara de los Reyes Católicos,  y otros, Fernando del Rincón, pintor que trabajó en este templo hacia 1514. Según el libro de Retablos de la Comunidad de Madrid, el Maestro de Robledo parece ser que fue en realidad Fernando del Rincón, que lo realizaría entre los años 1506 y 1514.

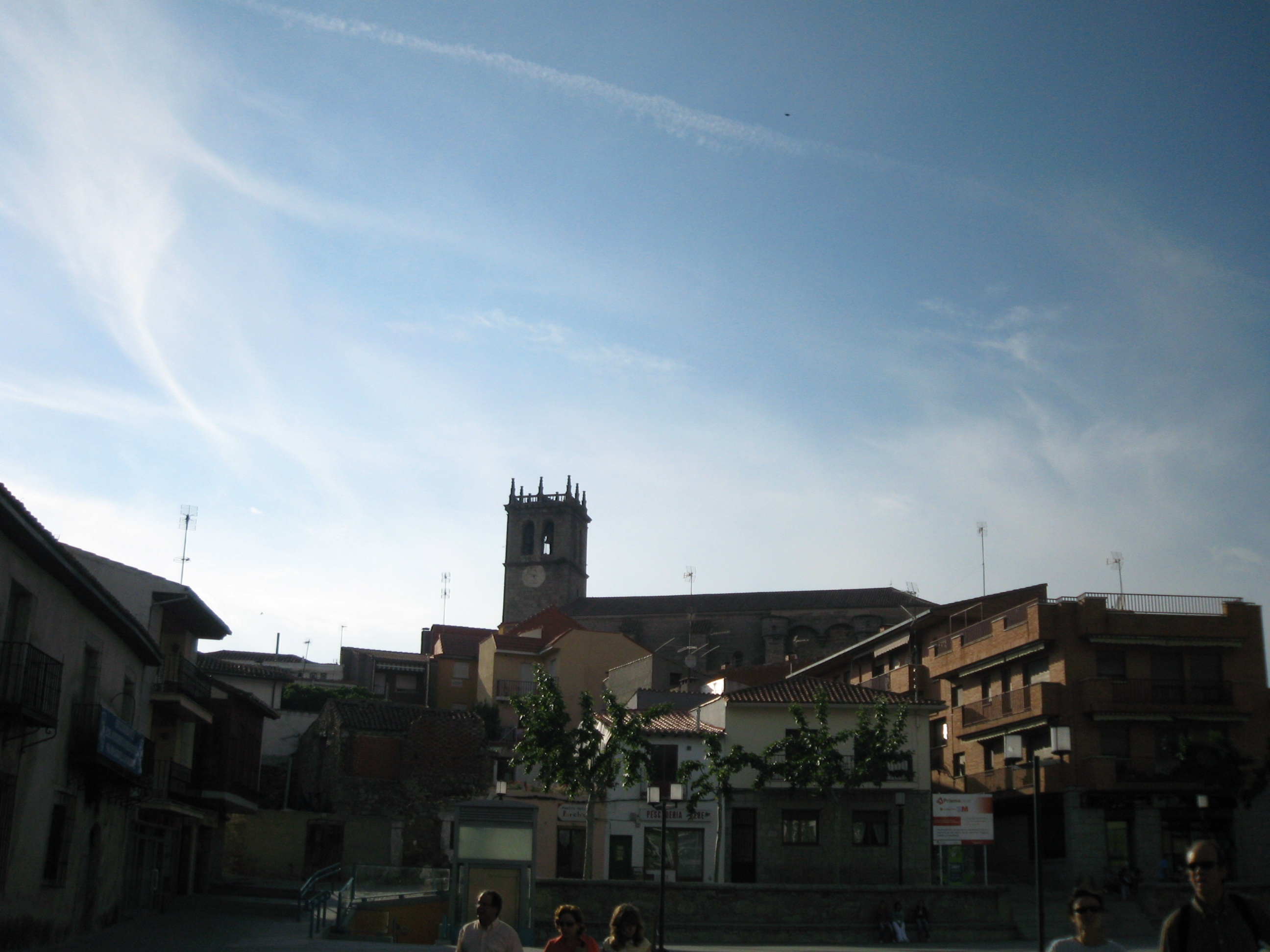
Vista de Robledo, con la iglesia de la Asunción al fondo

El conjunto consta de banco, cinco calles aparte de dos entrecalles divididas en dos cuerpos más un guardapolvo, todo ello rematado por pináculos en los laterales y 32 cresterías góticas sobre las tablas.
Elaborado en madera dorada y policromada sobre banco, se encuentra dividido en tres paños verticales, separados por entrecalles. Las calles se encuentran rematadas por pináculos dorados y se muestran doseletes góticos sobre cuerpos. En el guardapolvos, aparecen los escudos reales (granada) y el escudo franciscano de las cinco llagas.
El paño central es más alto que los laterales, como si fuera un tríptico. El conjunto está constituido por treinta y dos tablas pintadas al óleo (los arcángeles), aunque originariamente estaba compuesto de treinta y ocho tablas, con distinta ordenación, ya que esta se vio alterada en el siglo XVII y durante la Guerra Civil, en que fue desmontado para protegerlo.
El retablo fue restaurado y dos de sus tablas fueron sustituidas a principios del siglo XVII por los lienzos que representan, rematadas en pináculos y doseletes dorados, a San Miguel y San Gabriel del maestro Mateo Serrano, el cual realizaría los repintes que ocultaron los escudos primitivos, con las Cinco Llagas y la Granada, pinturas que, respectivamente, aludían al Cardenal Cisneros y a Fernando el Católico.
Durante la Guerra Civil fue desmontado, lo que supuso un grave deterioro, pues se perdieron varias tablas del banco. Fue restaurado de nuevo en 1963 y, posteriormente, en 1993.
La simbología del retablo es mariana, teniendo la vida de la Virgen como principal motivo iconográfico, salvo tres tablas de la infancia de Jesús y las entrecalles, con los ángeles de simbología relacionada con la Pasión:

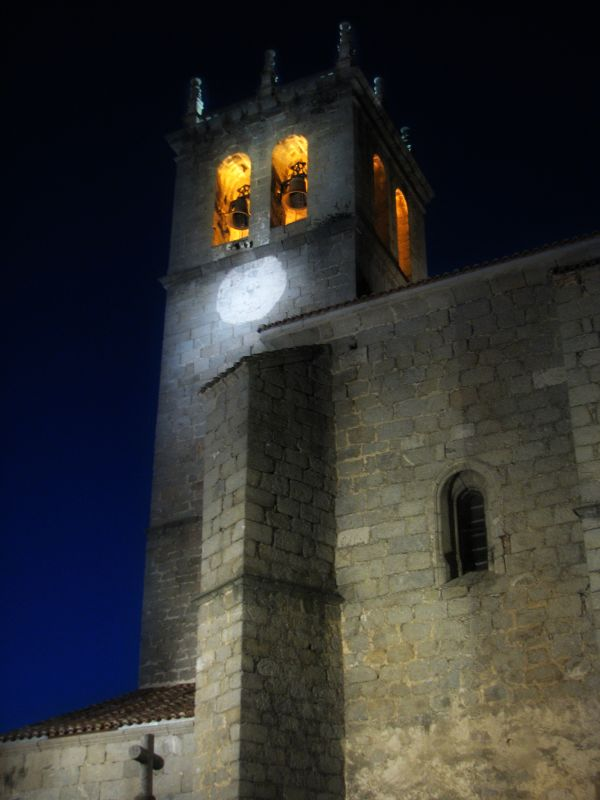
Vista nocturna

- El ciclo de San Joaquín y Santa Ana como padres de María.
- La Virgen María como madre del Salvador.
- El ciclo de la glorificación de Cristo como redentor.

Actualmente, no se encuentran en su disposición original, debido a cambios en el orden de las tablas tras su desmontaje y a la pérdida de algunas piezas.